# Jednodniówka
Jednodniówka – czasopismo okolicznościowe wydane jednorazowo, wydawnictwo okazyjne, aperiodyczne.
Jednodniówki są zaliczane do prasy w szerokim znaczeniu, ale nie stanowią jej części pod względem prawnym z powodu swojej nieperiodyczności. Wydawane są zwykle przez instytucje, organizacje, stowarzyszenia i in., nieposiadające swoich regularnych organów prasowych, z okazji ważnych wydarzeń (rocznice, zjazdy, konferencje itp.). Z reguły wydawnictwa takie charakteryzują się dość ubogą szatą graficzną, niewielkim nakładem (kilkaset – kilka tys. egz.) oraz dystrybucją ograniczoną do określonego środowiska odbiorców – zwykle uczestników tych wydarzeń. Ich objętość liczy przeważnie od 4 do 16 stron, rzadziej więcej (do 60 stron). Zdarza się, że tego typu wydawnictwa przekształcają się w regularnie wydawaną prasę typu biuletyn, czy kwartalnik, półrocznik lub rocznik. Bywało też, że zawieszone czasopisma zastępowano jednodniówkami, aby ominąć restrykcyjne przepisy prasowe.